# Chiesa di San Michele Arcangelo (Reggio Emilia)
La chiesa di San Michele Arcangelo è un luogo di culto cattolico della frazione di Pieve Modolena, nel comune di Reggio nell'Emilia. La chiesa è sede dell'omonima parrocchia del vicariato Urbano della diocesi di Reggio Emilia-Guastalla.

## Storia
La chiesa è citata in un diploma di Ottone II del 980 ed in uno di Federico II di Svevia che la confermano tra le proprietà della Chiesa di Reggio. Nel 1623 fu edificato il campanile e rifatto il pavimento. Secondo il rilievo fatto in occasione della visita del Vescovo Marliani nel 1663 il vecchio edificio presentava una pianta a tre navate ed era rivolto a ponente rispetto a quello attuale. Parte dei resti della facciata dell'antica chiesa, come la nicchia con statua dell'Arcangelo Michele, sono visibili sui muri del lato ovest della canonica. La fabbrica della chiesa (compresa la torre campanaria) fu rifatta, tra il 1743 ed il 1748, nelle forme attuali su progetto dell'architetto Giovanni Maria Ferraroni. Nel 1841 fu ultimata la facciata, mentre nella seconda metà dello stesso secolo fu costruita la canonica e fu innestato l'orologio sulla torre.

## Descrizione
La chiesa presenta una facciata scandita da quattro lesene sormontata da un frontone coronato da due acroteri. Il portale coronato da frontespizio, è sormontato una nicchia con statua di San Michele Arcangelo di Vincenzo del Rio. Ai lati della porta si stagliano altre due nicchie con statue degli Arcangeli Raffaele e Gabriele di Cesare Sighinolfi. L'edificio è a pianta rettangolare con interno d'ordine composito con colonne a muro ed altre discoste.
Il fregio con due angeli sovrastante il portale, così come le cantorie ornate ai lati del presbiterio ed i bassorilievi sono di Giuseppe Casalgrandi su disegno di Gaspare Bazzani. Sulle pareti laterali si aprono delle nicchie con delle statue raffiguranti la Religione, la Fede, la Speranza, la Fortezza, la Temperanza, la Carità, la Giustizia, la Prudenza e la Tavola della Legge, tutte opere dello scultore Antonio Schiassi. Del medesimo artista anche la statua di San Michele che abbatte Lucifero, posta all'interno dell'ancona barocca situata nell'abside. 
Negli altari minori sono presenti le due tele del Vellani San Francesco di Sales che porta il viatico agli appestati, la Madonna in trono con i Santi Domenico, Vincenzo Ferrer e Rosa da Lima, la Deposizione dalla Croce con Giuseppe d'Arimatea sulla scala, la Maddalena, le Pie donne che consolano la Madre piangente e Giovanni di Antonio Bresciani, la Madonna in trono col Bambino e i Santi Ignazio, Luigi e Stanislao Kostka di un pittore veronese del XVIII secolo.
Sopra le due porte laterali altre due tele del Bresciani: San Paolo sulla Via di Damasco e la Vocazione dei Santi Pietro e Andrea col Redentore che assiste alla pesca dalla spiaggia.
In due cappelline laterali si trovano il Battistero con la statua del Battista, la statua dell'Immacolata Concezione, la tela Santi Rocco e Sebastiano che ammirano l'apparizione della Beata Vergine del Rosario.